# Priolo Gargallo
Priolo Gargallo is een gemeente in de Italiaanse provincie Syracuse (regio Sicilië) en telt 12.009 inwoners (31-12-2004). De oppervlakte bedraagt 57,6 km2, de bevolkingsdichtheid is 208 inwoners per km2.
In Priolo Gargallo zijn er geen frazione.
Op het grondgebied van de gemeente bevindt zich een oud Romeins grafmonument: de Guglia di Marcello of Spits van Marcellus.

## Demografie
Priolo Gargallo telt ongeveer 4046 huishoudens. Het aantal inwoners steeg in de periode 1991-2001 met 2,8% volgens cijfers uit de tienjaarlijkse volkstellingen van ISTAT.
| Jaar | Inwoneraantal |
| ---- | ------------- |
| 1991 | 11.466        |
| 2001 | 11.785        |

## Geografie
De gemeente ligt op ongeveer 30 m boven zeeniveau.
Priolo Gargallo grenst aan de volgende gemeenten: Melilli, Siracusa, Solarino, Sortino.